# Млоди-Недруж
Млоди-Недруж (пол. Młody Niedróż) — село в Польщі, у гміні Рацьонж Плонського повіту Мазовецького воєводства.
Населення — 73 особи (2011).
У 1975-1998 роках село належало до Цехановського воєводства.

## Демографія
Демографічна структура станом на 31 березня 2011 року:
|          | Загалом | Допрацездатний вік | Працездатний вік | Постпрацездатний вік |
| -------- | ------- | ------------------ | ---------------- | -------------------- |
| Чоловіки | 38      | 11                 | 23               | 4                    |
| Жінки    | 35      | 4                  | 20               | 11                   |
| Разом    | 73      | 15                 | 43               | 15                   |